# Squille multicolore
Odontodactylus scyllarus
Espèce
Synonymes
- Cancer scyllarus Linnaeus, 1758
- Gonodactylus bleekeri Milne-Edwards, 1868
- Gonodactylus elegans Miers, 1884

La Squille multicolore (Odontodactylus scyllarus) ou crevette-mante paon est une espèce de crustacés stomatopode de la famille des Odontodactylidae (« crevettes-mantes »).

## Description
La Squille multicolore est l'une des espèces les plus grandes de l'ordre des Stomatopoda (ou « crevettes-mantes »). Sa morphologie ressemble à celle de la crevette et ses pinces repliées font penser à une mante religieuse. Elle mesure entre 3 et 18 cm. Sa coloration de base est un vert métallisé (notamment pour les parties dorsales) mais peut être rouge, la femelle étant plus claire que le mâle (les juvéniles sont plutôt jaunes). Des taches léopard sont présentes sur l'avant de sa carapace. Ses pattes sont orange, et le visage bleu électrique. De nombreux éléments du corps sont très vivement colorés, et des poils rouges bordent la plupart des appendices. Elle possède de grandes antennules triramées (terminées par trois « fouets »), et sous la tête un couple d'écailles antennaires larges et plates, vivement colorées et bordées de phanères rouge vif. Les pattes ravisseuses, longues et puissantes, font penser à celles des mantes religieuses mais sont pourvues en leur bout d'extrémités rondes et dures permettant de frapper : elles servent autant à la chasse qu'au combat, et sont capables de mouvements d'une rapidité et d'une précision extrêmes. Suivent ensuite trois paires de pattes pseudo-ravisseuses (maxillipèdes) très polyvalentes, sous le thorax trois paires de pattes locomotrices péréiopodes, et enfin sous l'abdomen cinq paires de pattes locomotrices et nageuses (pléopodes), portant les branchies.
Ses yeux proéminents, globuleux, pédonculés et orientables indépendamment lui offrent la vue la plus perfectionnée et détaillée du monde animal et lui permettent d'évaluer avec précision la distance qui la sépare de sa proie. Constitués de plusieurs milliers de facettes réparties sur trois bandes contenant chacune une pseudo-pupille indépendante, ils sont capables de voir la lumière polarisée circulairement et linéairement. Cette particularité a conduit à des études visant à déterminer les mécanismes mis en œuvre dans le but de les reproduire pour une utilisation dans des systèmes optiques de stockage d'informations. La bande centrale est la seule à percevoir les couleurs, mais grâce à 12 pigments sensibles elle perçoit aussi les infrarouges et ultraviolets .

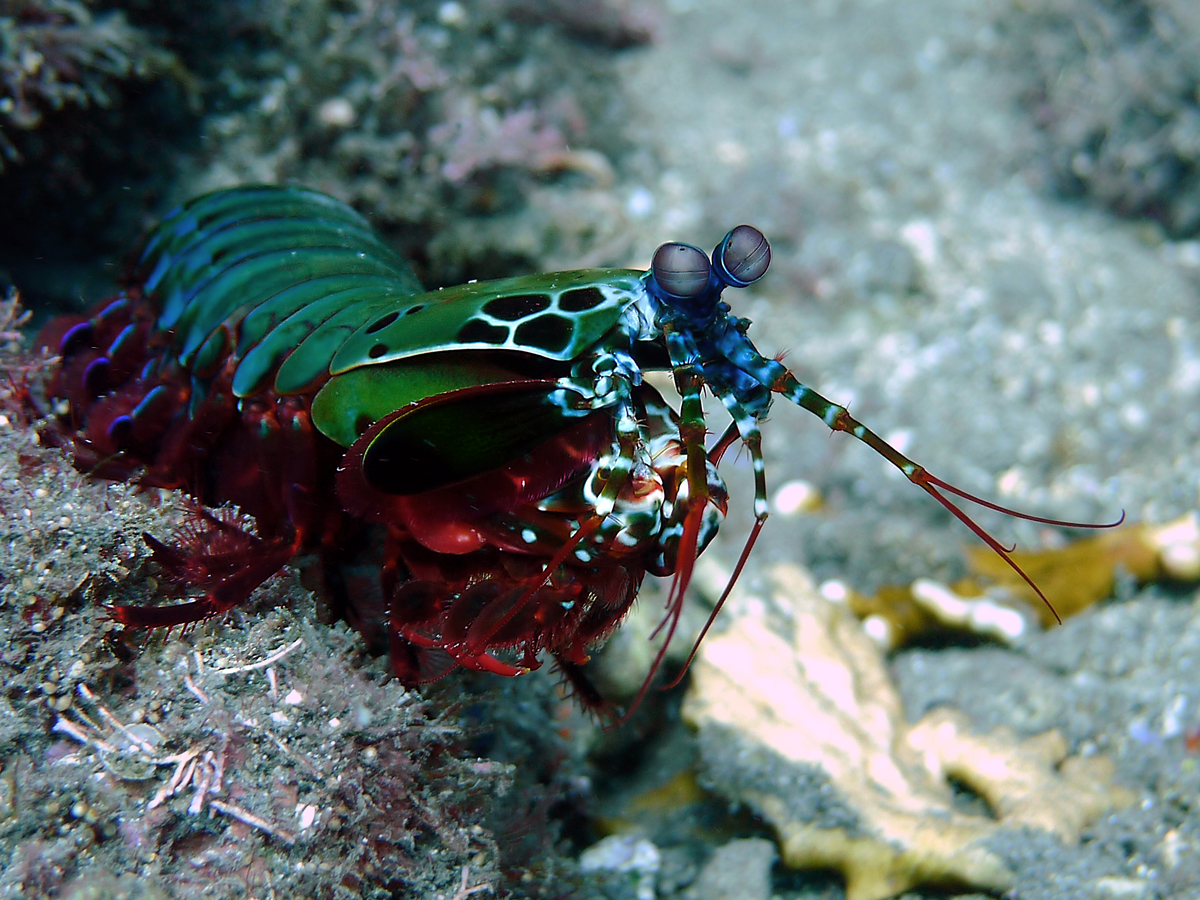
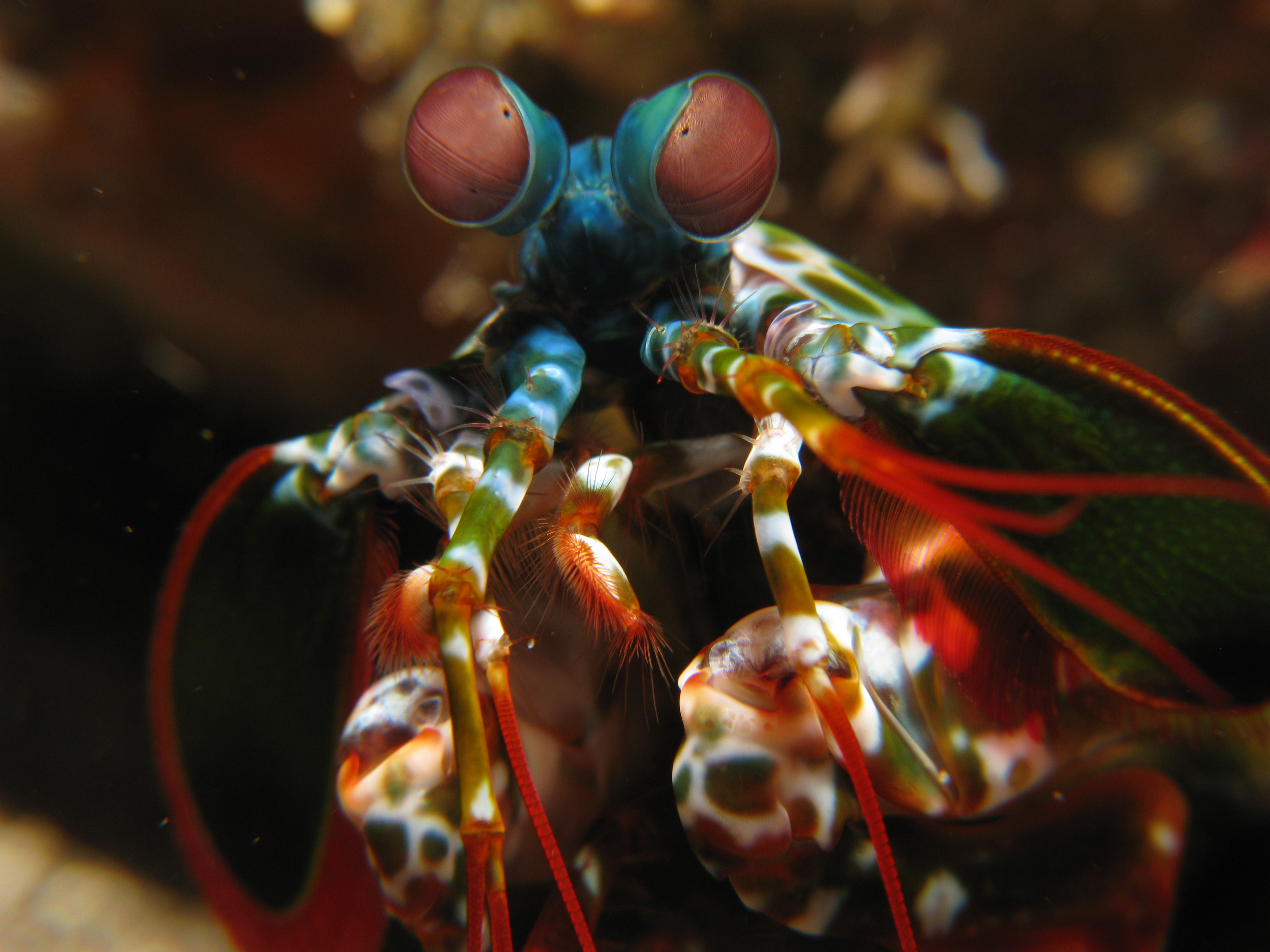
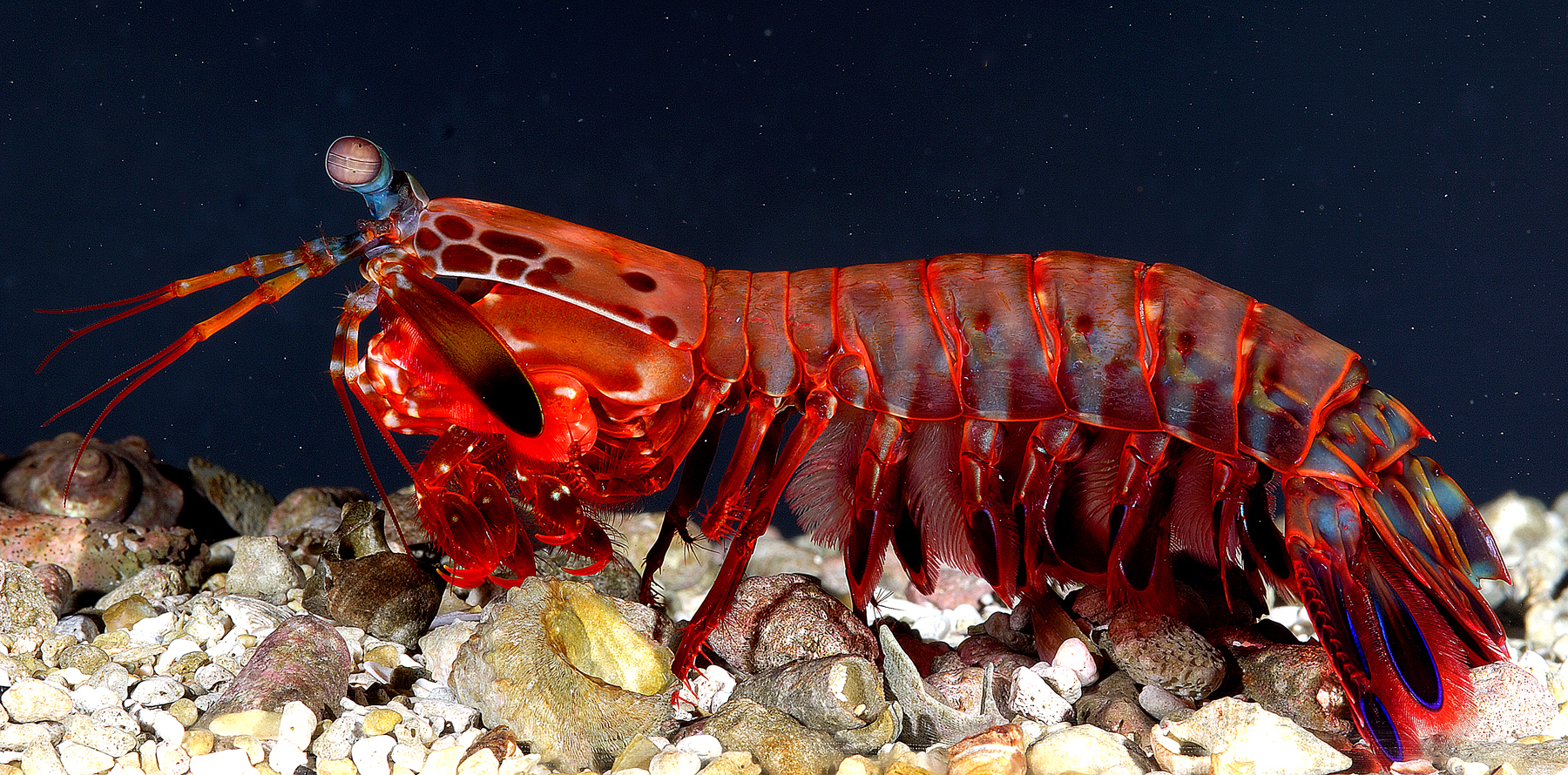
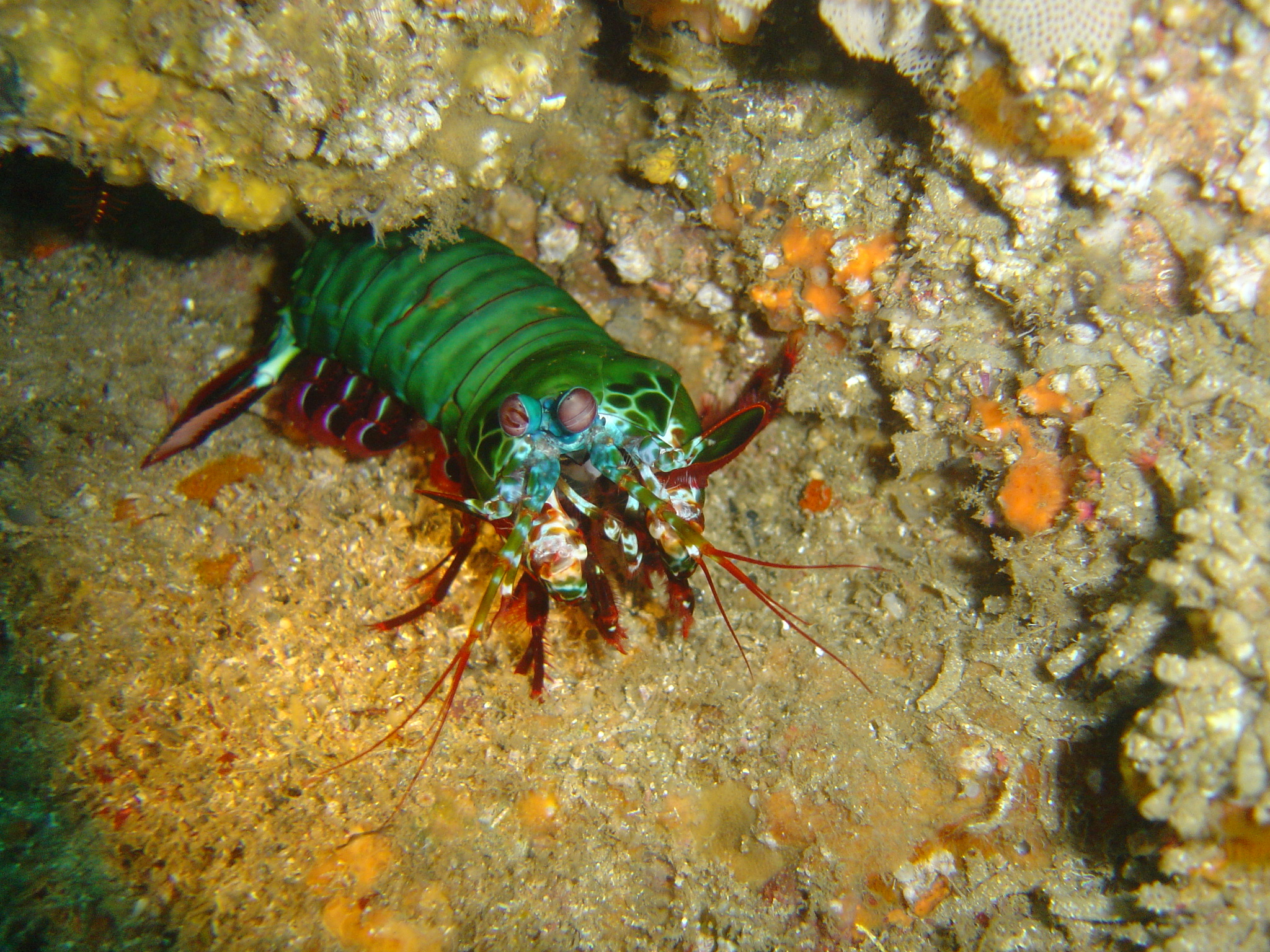
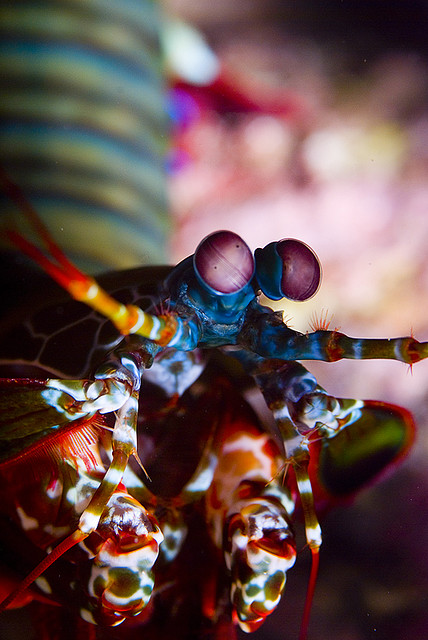

## Distribution et habitat
Cette espèce se rencontre dans le bassin Indo-Pacifique, entre l'île de Guam et les côtes de l'Afrique de l'Est et du Japon à l'Australie. Elle est présente sur les fonds coralliens, rocheux et détritiques (y compris sablo-vaseux) entre la surface et 70 m de profondeur.

## Écologie et comportement

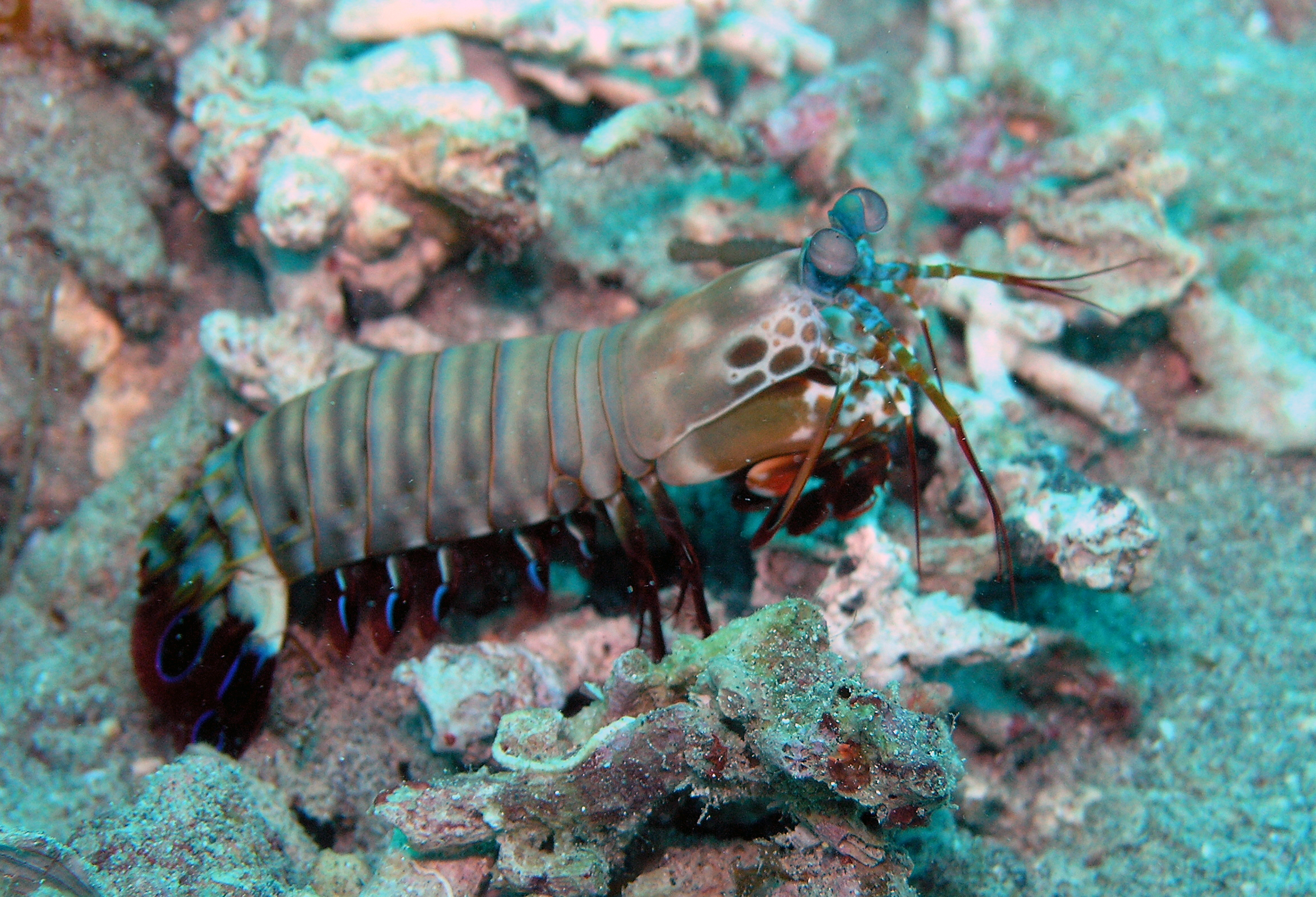
Spécimen jeune. Les couleurs deviennent plus vives avec l'âge.

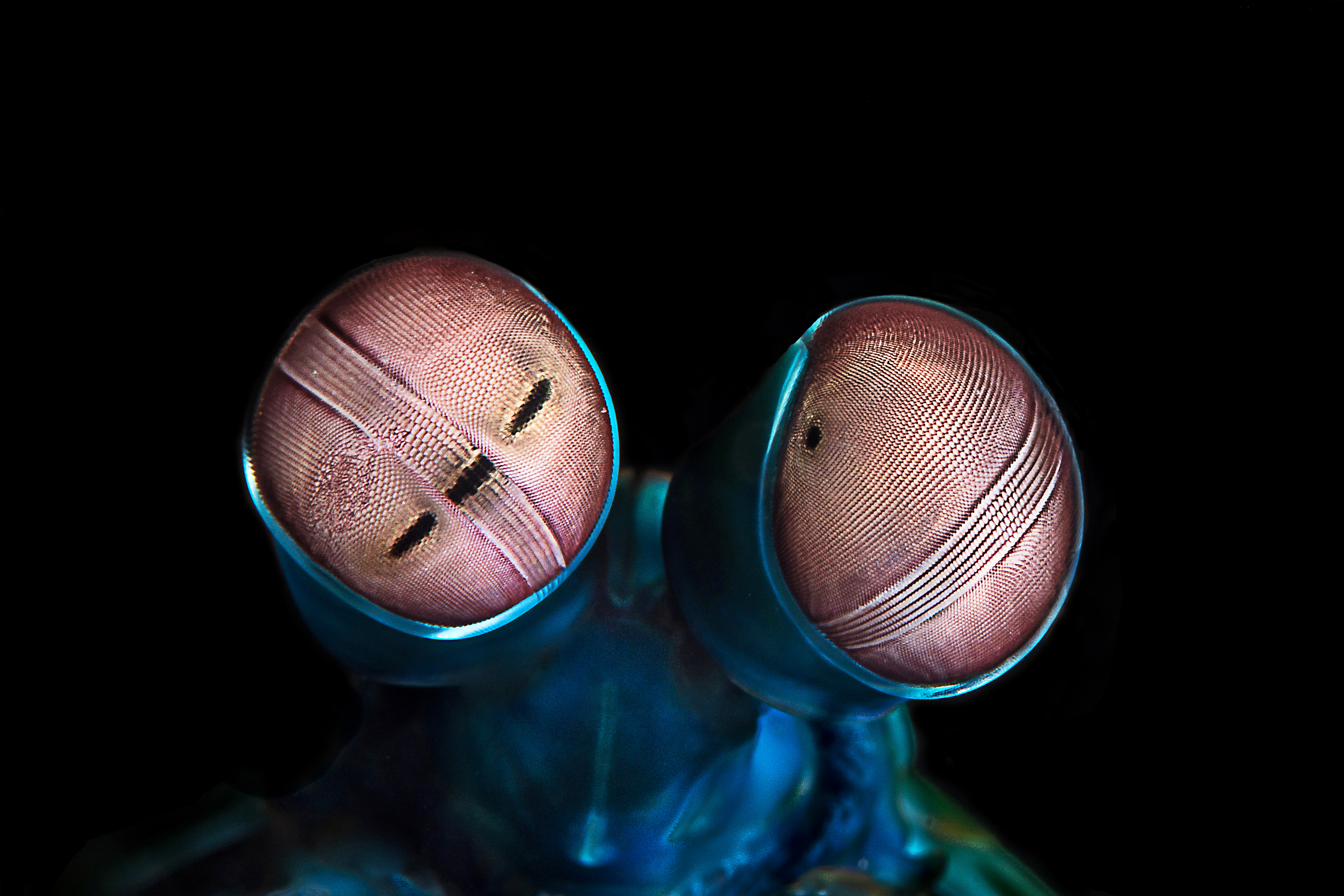
Gros-plan sur les yeux composés complexes d'une crevette-mante paon, avec les trois pupilles indépendantes et les différents filtres.

### Mode de vie
Cette espèce vit dans un terrier, qu'elle aménage à l'aide de ses nombreuses pattes ; elle peut cependant en changer fréquemment, n'hésitant pas à les voler à d'autres animaux ; les combats pour la domination d'un terrier bien placé ne sont pas rares. Elle y passe notamment ses nuits, ne laissant dépasser que ses yeux. La journée, elle peut y demeurer pour chasser à l'affût, mais n'hésite pas à s'en éloigner (parfois très loin) pour chercher de la nourriture ou un partenaire : c'est un animal diurne, très actif et rapide.

### Régime alimentaire
Très active le jour, Odontodactylus scyllarus se nourrit de gastéropodes, de crustacés, de mollusques bivalves et parfois de poissons. C'est un des invertébrés les plus rapides du monde. Cette espèce est capable de casser des coquilles en les frappant pour accéder aux chairs de sa proie. Lorsqu'elle frappe sa proie, ses pattes avant se déplient en un millième de seconde déployant une force d'impact atteignant 1 500 N. Ses coups sont invisibles pour l'œil humain, et provoquent une telle dépression dans l'eau qu'ils créent des bulles de cavitation.

### Reproduction
La reproduction est à sexes séparés : le mâle effectue des parades nuptiales devant la femelle pour la séduire. La femelle atteint sa maturité sexuelle vers une taille de 8 à 10 cm. Les organes sexuels sont doubles (deux pénis pour le mâle et deux gonopores pour la femelle), et situés entre les pattes locomotrices. Après la copulation elle peut stocker le sperme pendant 10 semaines. La ponte a lieu entre la fin du printemps et l'été et peut libérer jusqu'à 50 000 œufs, roses et globulaires. Pendant la période de gestation (2-3 mois) les œufs sont collés entre les maxillipèdes de la squille multicolore. La femelle ne peut cependant plus chasser et est donc obligée de faire une période de jeûne, assistée par le mâle. Les larves sont d'abord planctoniques, et déjà caractérisées par de puissantes pattes ravisseuses ; elles tombent sur le fond pour entamer leur métamorphose, qui sera suivie par de nombreuses mues.

## Aquariophilie
Cette espèce est couramment élevée par les aquariophiles en raison de ses couleurs vives et de son activité. Elle demande un bac spécifique car elle a tendance à s'attaquer aux autres animaux de l'aquarium, de plus, les chocs qu'elle peut produire contre la paroi, si elle est trop fragile, peuvent occasionner des fissures . S'agissant d'un animal fouisseur, des tuyaux sont disposés de manière à lui permettre de se recréer un repaire.

## Philatélie
Cette espèce est représentée sur un timbre de 1,07 $ émis par la République des Fidji,.

## Publication originale
- Linnaeus, 1758 : Systema naturae per regna tria naturae, secundum classes, ordines, genera, species, cum characteribus, differentiis, synonymis, locis, ed. 10 (texte intégral).